# Pavel Ludikar
Pavel Ludikar, vl. jménem Pavel Vyskočil, (3. března 1882, Praha – 20. února 1970, Vídeň) byl český pěvec – basista., hudební skladatel, příležitostný dirigent a publicista.

## Život
Narodil se v rodině kapelníka Národního divadla a profesora na varhanické škole Augustina Vyskočila (1852–1902) a matky, altistky Františky Ludikarové - Vyskočilové (1857—1927)
Zpěv studoval nejdříve u své matky, poté v letech 1903–1904 na pražské konzervatoři u profesorky Leontiny z Dötscherů, v roce 1905 se zdokonaloval u slavného francouzského barytonisty Jeana Lassala.

Po absolutoriu vystupoval v Národním divadle v Praze, dále ve Dvorní opeře v Drážďanech, Lidové opeře ve Vídni, v Itálii v Teatro alla Scala, kde zpíval a režíroval v roce 1912 a v Buenos Aires. Vrchol jeho kariéry byl v letech 1926–1932, kdy působil v Metropolitní opeře v New Yorku.
Pavel Ludikar měl vřelý vztah k Vamberku, který byl rodným městem obou jeho rodičů a kam často rád zajížděl.

## Charakteristika umělecké osobnosti
Ludikar byl neobyčejně hudebně všestrannou osobností. Byl vysoce ceněn jak na operních jevištích, kde mistrně ztvárnil basové i barytonové postavy v operách Richarda Wagnera, Scarpiu (Giacomo Puccini: Tosca), Mozarta (Figarova svatba), Mefista (Charles Gounod: Faust), Kecala (Bedřich Smetana: Prodaná nevěsta), Borise Godunova (Modest Petrovič Musorgskij: Boris Godunov) aj. Richard Strauss mu v roce 1911 svěřil roli Ochse v italské premiéře Růžového kavalíra. 
Na koncertních pódiích přednášel národní písně (písňové cykly v 7 jazycích), byl i úspěšným pedagogem v letech 1941–1943 v Praze, profesorem salcburského Mozartea 1944–1973, ředitelem Opernschule ve Štýrském Hradci. V roce 1949 byl jmenován profesorem vídeňské hudební akademie.
V závěru kariéry se věnoval také publicistice a profesi skladatele. Zhudebnil dvě desítky básní, například  R.M. Rilkeho nebo Heinricha Heineho. Skládal také čtvrttónovou hudbu.

Ludikarův průrazný a přesto sametový basbaryton měl krásnou barvu a neobyčejný rozsah od nejhlubších tónů basso-profonda až barytonovému g1.

## Metropolitní opera
V letech 1926–1932 působil v Metropolitní opeře. Poprvé zde vystoupil jako Timur v Pucciniho Turandot, naposledy jako Coppélius v Offenbachových Hoffmannových povídkách.
Ztvárnil zde role:

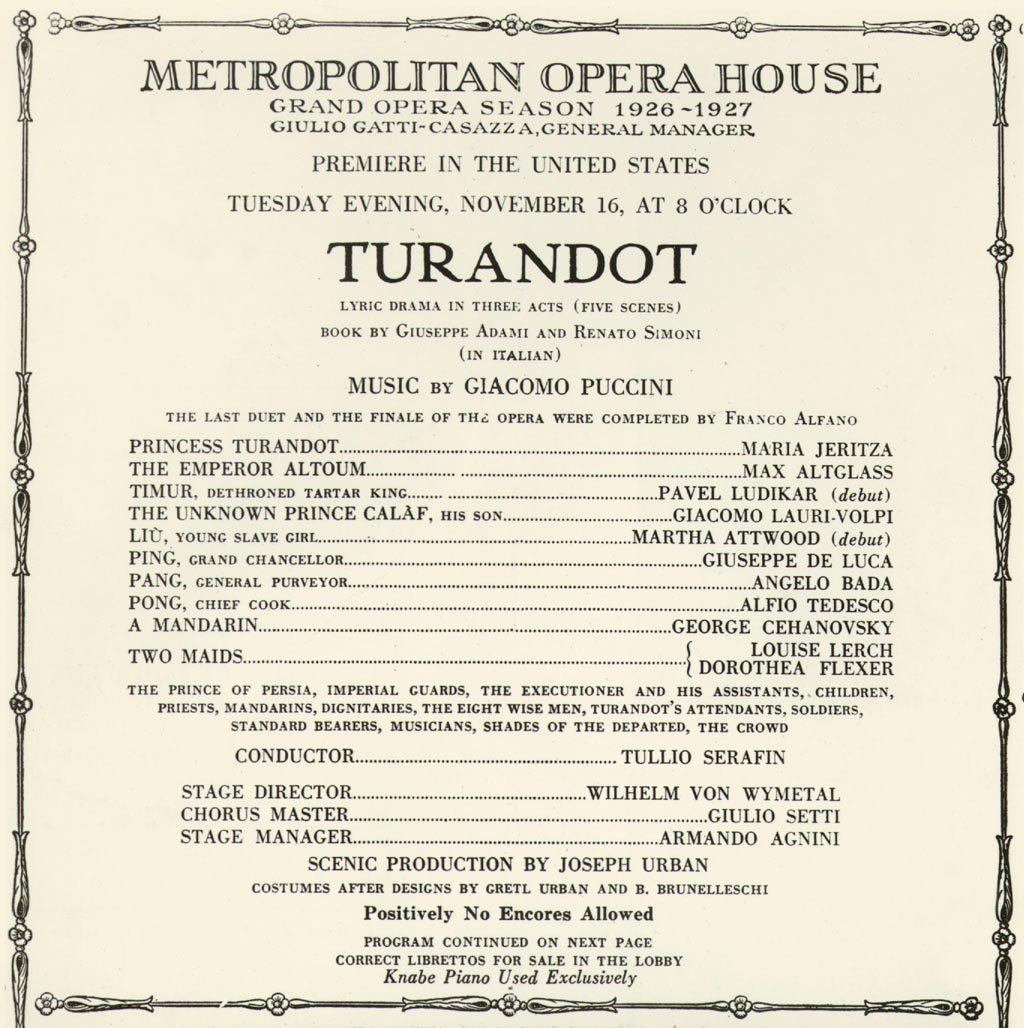
Program americké premiéry opery Turandot v Metropolitní opeře, která byla současně Ludikarovým debutem na této scéně.

- Timur – Giacomo Puccini: Turandot, jeho debut v MET 16. listopadu 1926,
- Mluvčí – Wolfgang Amadeus Mozart: Kouzelná flétna
- Hunding – Richard Wagner: Valkýra
- Král Jindřich – Richard Wagner: Lohengrin
- Coppélius – Jacques Offenbach: Hoffmannovy povídky
- Král Marke – Richard Wagner: Tristan a Isolda
- Colline – Giacomo Puccini: Bohéma
- Pogner – Richard Wagner: Mistři pěvci norimberští
- Capulet – Charles Gounod: Romeo a Julie
- Ramfis – Giuseppe Verdi: Aida
- Geronte – Giacomo Puccini: Manon Lescaut
- Pedro – Giacomo Meyerbeer: Afričanka
- Peter – Engelbert Humperdinck: Jeníček a Mařenka
- Mathieu – Umberto Giordano: André Chénier
- Kecal – Bedřich Smetana: Prodaná nevěsta
- Rambaldo – Giacomo Puccini: La rondine
- Hermann – Richard Wagner: Tannhäuser
- Don Alfonso – Wolfgang Amadeus Mozart: Così fan tutte
- Ferrando – Giuseppe Verdi: Trubadúr
- Alvise – Amilcare Ponchielli: La Gioconda
- Guido – Ildebrando Pizzetti: Fra Gherardo
- Leporello – Wolfgang Amadeus Mozart: Don Giovanni
- Wurm – Giuseppe Verdi: Luisa Miller
- Car oceánu – Nikolaj Andrejevič Rimskij-Korsakov: Sadko
- Rocco – Ludwig van Beethoven: Fidelio
- Daland – Richard Wagner: Bludný Holanďan
- Gorgibus – Felice Lattuada: Le preziose ridicole
- Gesler – Gioacchino Rossini: Vilém Tell
- Golaud – Claude Debussy: Pelleas a Melisanda
- Sparafucile – Giuseppe Verdi: Rigoletto[4]